# 사손분
사손 분(士孫奮, ? ~ ?)은 후한 중기의 관료로, 자는 경경(景卿)이며, 부풍군 평릉현(平陵縣) 사람이다.

## 행적
젊어서 군의 오관연(五官掾)을 지냈다. 집안을 일으키고 돈을 벌어들여 자산이 1억 7천만 전이나 되었고, 서울에서 부자로 명성이 자자하였으나 구두쇠였다. 객사(客舍)에 대단히 적은 돈을 쓰니, 대접받은 빈객은 이렇게 한탄하였다.
| “ | 사대부가 돈을 어찌나 아끼는지, 손경경(孫景卿)을 따라하려는가 보군! | ” |

그 빈객은 주인이 정말로 사손분인지는 몰랐다. 
조카 사손서가 양기의 속관이 되었는데, 사손분은 양기에게 줄 선물이랍시고 사손서에게 비단 다섯 필과 말린 생선을 들려 보냈다. 선물을 받은 양기는 사손분이 부자이지만 구두쇠라는 사실을 예전부터 알고 있었기 때문에, 화려한 안장을 선물로 보내고는 5천만 전을 빌려달라고 하였다.
사손분은 양기가 탐욕스러운 자라는 사실을 알고 있었기 때문에 3천만 전만 빌려주었다. 양기는 크게 노하여 사손분의 어미가 군의 창고에서 일하면서 구슬 수십 곡(斛)과 자금(紫金) 천만 근을 훔쳤다고 무고하였고, 결국 사손분은 형제와 함께 옥사하고 재산을 모두 빼앗겼다.

## 출전
- 조기, 《삼보결록》[이방, 《태평어람》 권358·431·472·817에서 인용]